# Radu Georghe Gheorghiu
Radu Georghe Gheorghiu, romunski general, * 1890, † 1977.